# 卡西 (万锦)
卡西（英語：Cachet，发音：cash-AY，国际音标：/kæʃˈeɪ̯/）是加拿大安大略省万锦市位于东西部的一个社区。南起十六大道，北至麥少校路，东起华登大道，西到活湃大道或404号高速（取决于如何定义卡西）。

## 鄰近社區
- 于人村，位於卡西的东南边
- 巴顿村（Buttonville），位於卡西的西南边
- 爱神谷（Angus Glen），位於卡西以东
- 贝尔兹村（Berczy Village），位於卡西以东，过了爱神谷之后
- 魔鬼肘（Devil’s Elbow），位于卡西的东北边
- 大教堂鎮（Cathedraltown），位于卡西以北
- 维多利亚庄园—珍宁斯大门（Victoria Mannor-Jennings Gate），位于卡西的东北边，过了魔鬼肘之后。